# CAM fotosinteza
CAM fotosinteza ili metabolizam krasulacenske kiseline, je put ugljenične fiksacije koji su evoluirale neke biljke kao adaptaciju na aridnu klimu. U biljkama koje koriste pun CAM, stome u listovima ostaju zatvorene tokom dana da bi se redukovala evapotranspiracija, ali su otvorene noću radi sakupljanja ugljen-dioksida ({\displaystyle {\ce {CO2}}}). {\displaystyle {\ce {CO2}}} se skladišti kao četvorougljenična kiselina malat u vakuolama noću, i zatim tokom dana malat se transportuje do hloroplasta gde se konvertuje nazad u {\displaystyle {\ce {CO2}}}, koji se zatim koristi tokom fotosinteze. Prethodno prikupljeni {\displaystyle {\ce {CO2}}} je koncentrovan oko enzima RuBisCO, čime se povećava fotosintetička efikasnost.
Ovaj tip metabolizma je prvo izučavan kod biljki iz familije Crassulaceae. One uglavnom obuhvataju sukulente. Kad je prvi put izučavan, Crassula je korištena kao model organizam.

## Spoljašnje veze
- Khan Academy, video lecture